# Hagop Baronian
Hagop Baronian (in armeno Յակոբ Պարոնեան; Edirne, 19 novembre 1843 – Costantinopoli, 21 maggio 1891) è stato uno scrittore, giornalista e drammaturgo armeno.

## Biografia
Hagop Baronian nacque a Edirne nel 1843 da una famiglia molto povera. Ricevette l'istruzione primaria presso la scuola locale Arshakunyats. 
Nel 1857 frequentò per un anno la scuola greca della città. 
Per guadagnarsi da vivere, lavorò per un farmacista per due anni. Fece poi il contabile per una società di tabacco. Attraverso lo studio autonomo e la lettura diligente ha acquisito ampio sviluppo e abilità letteraria. 
Nel 1863 si trasferì a Costantinopoli e insegnò al seminario, avendo Bedros Turian come studente. 
Nel 1871 divenne caporedattore dell'  "Yeprad" (Eufrate), ma presto divenne direttore del giornale "Մեղու" (trasl. Meghu) fondato da Haroutiun Svajian, trasformandolo in un noto giornale satirico. Quando "Մեղու" (trad. Ape) cessò di esistere nel 1874, Svajian trasferì la proprietà a Baronian, che lo ripubblicò come "Թատրոն" (Teatro). 
Le pubblicazioni di questa rivista iniziarono nel mese di marzo-aprile del 1874. Si trattava di una pubblicazione bilingue sia in armeno che in turco-ottomano, che fu stampata per la prima volta in alfabeto armeno. Questo bisettimanale fu la quarta rivista satirica turca pubblicata nell'Impero ottomano. Su "Tadron", egli che era anche l'unico autore di tutti gli articoli discuteva di questioni rilevanti per la comunità armena in quel momento. 
Questa pubblicazione sopravvisse fino al 1877 quando cessò di esistere per motivi finanziari.
Baronian sposò Satenik Etmekjian nel 1879. Dal matrimonio nacquero tre figli, tra cui una bambina di nome Zabel, e un maschio di nome Ashot.
Nel 1879 iniziò a lavorare per il giornale "Loys" di Minas Gapamajian come capo della Redazione Spettacoli. I suoi scritti sono di grande interesse, ma Gapamadjian non lo supportò mai finanziariamente, e di conseguenza Baronian fu costretto a sospendere la sua collaborazione con questo giornale per "Loys".
Nel 1884 iniziò la rivista "Khigar" che, nonostante ostacoli finanziari e brevi interruzioni, pubblicò fino al 1888. Molte delle sue importanti opere satiriche sono pubblicate in questa rivista. Dal 1888 al 1890 insegnò alla Galatia Central School. 
Soffriva di tubercolosi e morì nel 1891, lasciando la vedova e i figli minorenni in miseria. Fu sepolto nel cimitero armeno della città, anche se il suo esatto luogo di sepoltura andò perduto, il l5 ottobre 2019, una statua con le sue fattezze è stata inaugurata nel cimitero armeno di Şişli a Istanbul alla presenza del vescovo Sahag Mashalian del Patriarcato armeno di Costantinopoli. 

## Il teatro e la satira
L'interesse di Baronian per il teatro si manifestò fin da giovanissimo. La sua prima commedia, scritta nel 1865, fu una breve farsa intitolata Il_servitore_di_due_padroni, una trasposizione dell'omonima commedia di Carlo Goldoni.
Quattro anni nel 1969 dopo arrivò la sua prima commedia originale Il Dentista Orientale, i cui temi principali erano i matrimoni combinati e la fedeltà coniugale. I suoi argomenti preferiti erano gli sviluppi sociali del periodo, l'opera aveva uno scopo educativo: i lettori erano invitati a riflettere sul rapporto senza tempo tra matrimonio e fedeltà.
Iniziò a scrivere un'altra commedia, L'adulazione nel 1872. Tuttavia, questo lavoro fu ripreso e portato a termine solo mezzo secolo dopo dallo scrittore armeno-ottomano Yervant Odian.
Tutte queste pubblicazioni furono oggetto della censura perché legati a temi sociali molto scomodi per quel momento storico nell'Impero Ottomano.
Un'altra opera satira è il romanzo I mendicanti nobili , scritto e pubblicato tra 1880 e 1881. Questa si concentrava sull'ingenuità di un notabile proveniente dalla provincia, il cui arrivo nella capitale imperiale attirava anche l'attenzione di una serie di personaggi opportunisti nobili perché impegnati in attività intellettuali come le arti, le professioni, la religione o l'artigianato dell'eccellenza, ma tuttavia costretti a mendicare offrendo in modo indiscreto e quasi violento i loro servizi allo sprovveduto signorotto di campagna.
Con suo ultimo lavoro, Fratello Baghdasar, tornò nuovamente a criticare le istituzioni armene intorno al tema del divorzio. È una delle commedie più popolari della tradizione comica armena.
Nel 1887 annunciò la pubblicazione di un'altra commedia intitolata La Dote, ma non pubblicò mai questo lavoro. Una bozza incompleta del dramma, composta da otto scene e alcuni episodi, è stata trovata tra le sue carte e pubblicata dopo la sua morte.

## Opere

### Romanzi
- Մեծապատիվ մուրացկաններ (trad. I mendicanti nobili), 1880 [5]

### Teatro
- Երկու տերով ծառա մը (trad. Un servitore di due padroni), [6]
- Ատամնաբույժն արևելյան (trad. Il dentista Orientale), Stamperia Aramyan, Costantinopoli, 1868[7]
- Շողոքորթը (L'Adulazione), 1872, completata da Yervant Odian, Costantinopoli, ed. Վերջին Լուր օրաթերթի հրատ,1920
- Պաղտասար աղբար (trad. Fratello Baghdasar), Costantinopoli, 1886.

### Raccolte
- Պտույտ մը Պոլսո թաղերու մեջ (trad. Un tour nei quartieri di Istanbul), Samvel J. Partizpanyan, Costantinopoli, 1880[8]
- Քաղաքավարության վնասները (trad. I Danni delle cortesia), Tipografia M. Sharadze & Co, Tibilisi, ed. 1900 [9]

### Prosa giornalistica
- Հոսհոսի ձեռատետր (trad. Il Diario di Hoshos), Tibilisi, Tipografia Sheradze, 1892.[10]
- Ծիծաղ (trad. "Risata"), Samvel J. Partizpanyan, Costantinopoli, 1883[11]
- Կսմիթներ
- Նետ
- Քաղաքական

## Opere in lingua italiana
L'unica opera di Hagop Baronian tradotta in lingua italiana è "Մեծապատիվ մուրացկաններ" tradotta in lingua italiana nel 2019 con il titolo I mendicanti nobili a cura di Kegham Jamil Boloyan, dalla casa editrice Stilo di Bari.